# Episodi di School of Rock (seconda stagione)

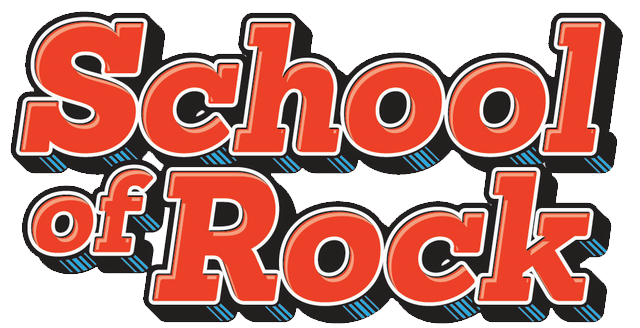

La seconda stagione della serie televisiva School of Rock è andata in onda negli Stati Uniti d'America dal 17 settembre 2016 al 28 gennaio 2017 su Nickelodeon.
In Italia è trasmessa su Nickelodeon dall'11 marzo 2017 al 1º aprile 2017 e in chiaro su MTV e Comedy Central dal 6 novembre 2017.
| nº | Titolo originale                  | Titolo italiano               | Prima TV USA      | Prima TV Italia |
| -- | --------------------------------- | ----------------------------- | ----------------- | --------------- |
| 1  | Changes                           | I cambiamenti                 | 17 settembre 2016 | 11 marzo 2017   |
| 2  | Wouldn't It Be Nice?              | Non sarebbe bello?            | 24 settembre 2016 | 11 marzo 2017   |
| 3  | With or Without You               | Con o senza di te             | 1 ottobre 2016    | 12 marzo 2017   |
| 4  | Brilliant Disguise                | Un brillante travestimento    | 8 ottobre 2016    | 12 marzo 2017   |
| 5  | I Put a Spell on You              | Ti ho fatto un incantesimo!   | 15 ottobre 2016   | 18 marzo 2017   |
| 6  | Welcome to My Nightmare           | Benvenuto nell’incubo         | 22 ottobre 2016   | 18 marzo 2017   |
| 7  | Truckin                           | Il camion                     | 5 novembre 2016   | 19 marzo 2017   |
| 8  | Voices Carry                      | Le voci portano ovunque       | 12 novembre 2016  | 19 marzo 2017   |
| 9  | Is She Really Going Out with Him? | Sta davvero uscendo con lui?  | 19 novembre 2016  | 25 marzo 2017   |
| 10 | Total Eclipse of the Heart        | L’eclisse del Cuore           | 7 gennaio 2017    | 25 marzo 2017   |
| 11 | Takin' Care of Business           | Il business da mantenere      | 14 gennaio 2017   | 26 marzo 2017   |
| 12 | Don't Let Me Be Misunderstood     | Non lasciami con un malinteso | 21 gennaio 2017   | 26 marzo 2017   |
| 13 | Don't Stop Believin'              | Non smettere di credere       | 28 gennaio 2017   | 1º aprile 2017  |